# 风云系列卫星
风云系列卫星是中国的气象卫星，由上海航天技术研究院研制，主用户为中国气象局，目前有地球静止轨道风云二号F、G、H星、风云四号A、B星，太阳同步轨道风云三号C、D、E、F、G星10颗卫星在轨运行。中国地球静止气象卫星预定的定点位置有三个：105ºE、86.5ºE和123.5ºE，其中105ºE为业务卫星的定点位置，其他两个位置一般用于备分星或准备废弃卫星的位置。
风云系列卫星已被世界气象组织列入全球業務應用氣象衛星序列。

## 风云一号气象卫星
风云一号气象卫星，中国研制的第一代太阳同步轨道气象卫星。卫星可以向世界各地云图接收站发送实时的卫星云图，还可以对海洋水色进行探测和对海温进行遥感研究；卫星上携带有空间粒子成分监测器，可对空间环境进行研究。 
01批卫星（试验型）
- 风云一号A卫星（01星）在1988年9月7日凌晨4点30分19秒发射升空。1988年9月20日凌晨开始传输红外云图信号比预计值衰减了近65%，这之后信号强度继续下降，红外通道仅工作了两天多时间，便失去了使用价值。1988年10月15日，卫星由于控制分系统滚动测量通道出现故障，引起卫星姿态失控，扫描辐射计不能正确对准地球扫描成象，卫星只正常工作了39天，没有完成预定半年工作寿命考核的任务。
  - 太阳同步轨道，轨道高度901公里，倾角99°，周期102.8分钟。
  - 卫星质量750千克，主体为1.4×1.4×1.2米六面体，连同天线和太阳电池阵展开尺寸为1.76×8.6米。
  - 卫星姿态采用三轴稳定对地定向控制。
  - 有效载荷有五通道红外和可见光扫描辐射计、数据收集系统、空间环境检测器等。
- 风云一号B卫星（02星）在1990年9月3日8时53分发射升空。1991年2月14日，卫星备份控制系统的星载备份计算机受空间粒子轰击影响（单粒子翻转），内存单元产生突发性跳变，造成程序流出错，喷气气源耗尽，致使姿态严重失控，卫星无法传送图象，只正常工作了158天。1991年5月2日，卫星重新建立了稳定对地的定向姿态，卫星抢救成功，但终因星载计算机受空间环境影响而频繁跳变，未能完全回到正常状态，断续工作到1992年11月，在轨累计正常运行285天，未能达到一年设计寿命指标。

02批卫星（业务型）
- 风云一号C卫星（03星）在性能上作的较大改进，卫星总质量为958公斤，轨道高870公里，倾角为98.8度，卫星主体呈立方体，长2.02米，宽2米，高2.215米，设计寿命为2年。该卫星于1999年5月10日发射升空，实时发送10个通道1.1千米甚高分辨率的数字化云图，记录储存国外地区4个通道4千米分辨率数字化云图，延时回放给中国地面站。并超期服役，到2005年的工作依然正常，被列入世界气象业务应用卫星的序列。2007年1月，西昌衛星發射中心发射了一枚开拓者一号火箭，该反卫星导弹将已退役的风云一号C卫星摧毁[2]。（参看2007年中国反卫星导弹试验）
- 风云一号D卫星（04星）从2000年开始正样设计，其在继承了风云一号C卫星的成功经验及技术的基础上，对其技术状态作了14项改进，以进一步提高其稳定性。该卫星的质量为963公斤，于2002年5月15日在太原卫星发射中心用长征四号乙运载火箭发射升空[3]，至2010年仍在轨运行，超期服役6年多。[4]

## 风云二号气象卫星
风云二号气象卫星是中国研制的第一代地球静止轨道气象卫星，采用自旋稳定的東方紅二號平台。其主要任务是对地观测，每小时获取一次对地观测的可见光、红外线和水汽的云图。被世界气象组织列入全球观测业务系统中全球静止卫星星座的业务星。
01批卫星（试验型）
- 风云二号第一颗卫星（01星）于1994年4月2日上午10时50分在西昌卫星发射中心进行发射前的最后一次厂房测试时因肼系统泄漏与静电产生火花，随即发生爆炸并引燃远地点发动机内的固体燃料[5]，导致卫星被毁，设备、厂房等也都被损毁。事故导致总装工人陈德权遇难[6]，包括神舟飞船总设计师戚发轫在内的约20至30人受伤[7]。
- 风云二号A卫星（02星）主体呈圆柱体，直径2.1米、高1.606米。发射时质量为1369公斤。卫星于1997年6月17日定位于东经105度的地球静止轨道，自旋稳定，设计寿命3年。1997年6月21日获取第一张可见光云图，1997年7月13日获取第一张水汽、红外云图，1997年12月1日正式交付中国气象局。1998年4月8日天线消旋系统出现失锁故障，造成数据传输和转发无线通道中断，经抢修后每天只能断续工作获取有限的图像，最终未能实现业务化[5]。
- 风云二号B卫星（03星）于2000年6月25日由长征三号运载火箭从西昌卫星发射中心发射升空，11月1日进入业务试运行。工作8个月后转发器发生故障，导致信号接收困难，也未能实现业务化[8]。

02批卫星（业务型）
- 风云二号C卫星（04星）于2004年10月19日由长征三号甲运载火箭从西昌卫星发射中心发射升空。是风云二号第一颗业务卫星。该卫星除了可以进行天气预报外，还能对气候进行监测预估、探测陆地和海洋、观测草原及森林火险、测风、观测大雾和沙尘暴等，風雲二號E星投入業務運作後改为区域观测。
  - NORAD ID: 28451
  - 国际编号（Int'l Code）: 2004-042A
  - 简评（Comments）: S雷达扫描波段；
- 风云二号D卫星（05星）于2006年12月8日由长征三号甲运载火箭从西昌卫星发射中心发射升空。
- 風雲二號E卫星（06星）於2008年12月23日8時54分，用长征三号甲运载火箭从西昌卫星发射中心发射升空。 于2009年2月28日，完成在轨测试圆满完成，最初进入在轨备份模式，同年12月23日正式接替已超期“服役”的风云二号C星[9]。

03批卫星（业务型）
- 风云二号F卫星（07星）于2012年1月13日由长征三号甲运载火箭从西昌卫星发射中心发射升空。进一步提高了红外通道、水汽通道和可见光通道的探测性能。
- 风云二号G卫星（08星）于2014年12月31日9时02分，由长征三号甲运载火箭从西昌卫星发射中心发射升空。2015年1月8日13点，正式获取了第一幅可见光云图，杂散光问题大大减少。自2015年7月1日开始定点于东经105度赤道上空地球静止轨道，接替风云二号D，目前的主业务卫星。
- 风云二号H卫星（09星）于2018年6月5日21时07分，由长征三号甲运载火箭从西昌卫星发射中心发射升空。

## 风云三号气象卫星
风云三号气象卫星是中国研制的新一代极地轨道气象卫星，主要用于有关大雾、冰凌、积雪覆盖、水情、火情等方面的监测服务。風雲三號氣象衛星采用SAST3000平台，發射質量為2,353千克，设计寿命3-5年，尺寸為4.46米×10米×3.79米。2000年9月，国家批准风云三号卫星立项。
01批卫星（试验型）
- 风云三号A卫星（01星）于2008年5月27日由长征四号乙运载火箭从太原卫星发射中心发射升空[11]，并于2008年5月29日获取第一轨可见光图像，其上装在有中分辨率光谱成像仪[12]。目前风云三号已被纳入了国际新一代极轨气象卫星网络。[11]风云三号A星于2018年停止工作。
- 风云三号B卫星（02星）于2010年11月5日2时37分在太原卫星发射中心用长征四号丙运载火箭发射，观测全球气象。其位置、运行轨道等参数都与A星相同。[13]这也是中国“长征”系列运载火箭第134次航天飞行，並於2011年5月26日正式投入使用[14]。风云三号B星于2020年停止工作[15]。

02批卫星（业务型）
- 风云三号C卫星（03星）于2013年9月23日上午11时07分在太原卫星发射中心用长征四号丙运载火箭发射，设计寿命5年。[16]目前的主业务卫星。2014年4月，风云三号C星被空间与重大灾害国际宪章纳入值班卫星。
- 风云三号D卫星（04星）于2017年11月15日2时35分在太原卫星发射中心用长征四号丙运载火箭发射。将接替2010年发射的风云三号B卫星，开展下午时间的全球对地综合观测。风云三号D搭载了红外高光谱大气垂直探测仪，采用了目前国际上最先进的傅里叶干涉探测技术，可以提高大气温度和大气湿度廓线反演精度1倍以上，提升中长期数值天气预报有效时效延长2-3天。风云三号D是目前中国光谱测量通道最多的卫星，测量通道达近7000个。[17]

03批卫星
- 风云三号E卫星（05星）于2021年7月5日07时28分在酒泉卫星发射中心用长征四号丙运载火箭成功发射[18]。风云三号E卫星重2.69吨，运行于地球晨昏交界线上方的太阳同步轨道上，是全球首个在黎明轨道实现业务运行的太阳同步气象卫星。
- 风云三号F卫星（06星）于2023年8月3日11时47分发射，将接替风云三号C星在轨业务，主要应用于天气预报、生态环境、灾害监测等业务及研究。
- 风云三号G卫星（07星）于2023年4月16日9时36分在酒泉卫星发射中心用长征四号乙发射，是中国首颗低倾角轨道降水测量卫星，主要用于灾害性天气系统强降水监测，提供全球中低纬度地区降水三维结构信息。

## 风云四号气象卫星
风云四号气象卫星是中国新一代地球静止轨道气象卫星，可实现天气分析和预报、短期气候预测、环境和灾害监测等应用服务。与“风云二号”相比，在性能上将大為提高，观测精度，观测要素，观测效率、产品种类和数量、应用领域等明显增加，當中的静止轨道微波大气探测技术是世界首創。
风云四号计划发展光学和微波两种类型的卫星，光學型衛星發射質量5,400千克，微波型衛星發射質量3,200千克。卫星使用全新研制的SAST5000平台，主体呈六面柱体，设计寿命7年，采用单面丁字型二次展開太陽能帆板，有別於传统卫星的双翼太陽能帆板。与风云二号卫星采用的自旋稳定不同，风云四号采用三轴稳定，让卫星的有效载荷始终对准需要观测的目标，从而将观测效率提高近20倍。
光學型衛星装载四种先进有效载荷：「多通道扫描成像辐射计」、世界首个「干涉式大气垂直探测仪」、中国首个「闪电成像仪」和「空间环境监测仪器包」。风云四号開創性將「多通道扫描成像辐射计」和「干涉式大气垂直探测仪」同时装载在一枚卫星上，解决了多个仪器动力学环境相互干扰等技术问题，突破了「图像定位与配准技术」、「整星微振动抑制技术」、「高精度高稳定度姿态控制技术」等多项关键技术，一改以往国际上須將两种仪器分别装在两颗卫星上的做法。
「图像定位与配准技术」使卫星图像定位与配准精度达到1像元，即使在36000公里静止轨道对地球观测，误差亦可控制在1公里之内，补偿效率到达98.8%；扫描辐射计技术能感知地面温度0.1℃的变化，絕對誤差少於1℃，兩項指標与美国的GOES-R卫星相当。风云四号闪电成像仪能一秒钟拍摄500张闪电图，实现区域闪电频次和强度探测功能，对强对流天气进行监测与跟踪，提供闪电灾害预警。风云四号可见光空间分辨率由风云二号1.25公里提高到500米，红外高空间分辨率2公里，全圆盘成像时间15分钟，还新增了区域扫描功能，1000×1000公里区域观测能力为1分钟。
风云四号从1994年提出设想，2010年由国家正式批准立项，直到首颗卫星成功发射，共历经22年，是中国历史上投资最多、研制时间最长、技术难度最大的对地遥感卫星。
01批卫星（试验型）
- 风云四号A卫星（01星），风云四号首颗卫星，為光學型衛星，于2016年12月11日0时11分用长征三号乙运载火箭从西昌卫星发射中心成功发射，成為中国首颗地球静止轨道三轴稳定气象卫星。[28][31]12月17日17点39分成功定点于东经99.5度赤道上空。[32]
  - NORAD ID: 41882
  - 国际编号（Int'l Code）: 2016-077A

02批卫星（业务型）
- 风云四号B卫星（02星），风云四号系列卫星首发业务星，2021年6月3日0时17分，于长征三号乙遥72运载火箭在西昌卫星发射中心成功发射。风云四号B星将与在轨运行的风云四号A星组网协同工作
  - NORAD ID: 48808
  - 国际编号（Int'l Code）: 2021-047A

## 卫星列表
| 序号   | 卫星                  | COSPAR ID | 卫星目录序号 | 发射时间（UTC+8）               | 发射地点         | 火箭                            | 轨道         | 状态     |
| ------ | --------------------- | --------- | ------------ | ------------------------------- | ---------------- | ------------------------------- | ------------ | -------- |
| 1      | 风云一号A卫星（01星） | 1988-080A | 19467        | 1988年9月7日 04时30分19秒       | 太原卫星发射中心 | 长征四号甲运载火箭 （遥一）     | 太阳同步轨道 | 停止工作 |
| 2      | 风云一号B卫星（02星） | 1990-081A | 20788        | 1990年9月3日 08时53分           | 太原卫星发射中心 | 长征四号甲运载火箭 （遥二）     | 太阳同步轨道 | 停止工作 |
| 不適用 | 风云二号01星          | 不適用    | 不適用       | 1994年                          | 西昌卫星发射中心 | 长征三号运载火箭                | 地球静止轨道 | 地面爆炸 |
| 3      | 风云二号A卫星（02星） | 1997-029A | 24834        | 1997年6月10日 20时01分          | 西昌卫星发射中心 | 长征三号运载火箭 （遥十一）     | 地球静止轨道 | 停止工作 |
| 4      | 风云一号C卫星（03星） | 1999-025A | 25730        | 1999年5月10日 09时33分00.755秒  | 太原卫星发射中心 | 长征四号乙运载火箭 （遥二）     | 太阳同步轨道 | 导弹击毁 |
| 5      | 风云二号B卫星（03星） | 2000-032A | 26382        | 2000年6月25日 19时50分          | 西昌卫星发射中心 | 长征三号运载火箭 （遥十二）     | 地球静止轨道 | 停止工作 |
| 6      | 风云一号D卫星（04星） | 2002-024B | 27431        | 2002年5月15日 09时50分          | 太原卫星发射中心 | 长征四号乙运载火箭 （遥五）     | 太阳同步轨道 | 停止工作 |
| 7      | 风云二号C卫星（04星） | 2004-042A | 28451        | 2004年10月19日 09时20分04.635秒 | 西昌卫星发射中心 | 长征三号甲运载火箭 （遥九）     | 地球静止轨道 | 停止工作 |
| 8      | 风云二号D卫星（05星） | 2006-053A | 29640        | 2006年12月8日 08时53分22.656秒  | 西昌卫星发射中心 | 长征三号甲运载火箭 （遥十一）   | 地球静止轨道 | 停止工作 |
| 9      | 风云三号A卫星（01星） | 2008-026A | 32958        | 2008年5月27日 11时02分33.070秒  | 太原卫星发射中心 | 长征四号丙运载火箭 （遥二）     | 太阳同步轨道 | 停止工作 |
| 10     | 风云二号E卫星（06星） | 2008-066A | 33463        | 2008年12月23日 08时54分04.330秒 | 西昌卫星发射中心 | 长征三号甲运载火箭 （遥二十）   | 地球静止轨道 | 停止工作 |
| 11     | 风云三号B卫星（02星） | 2010-059A | 37214        | 2010年11月5日 02时37分12.089秒  | 太原卫星发射中心 | 长征四号丙运载火箭 （遥七）     | 太阳同步轨道 | 停止工作 |
| 12     | 风云二号F卫星（07星） | 2012-002A | 38049        | 2012年1月13日 08时56分04.326秒  | 西昌卫星发射中心 | 长征三号甲运载火箭 （遥二十二） | 地球静止轨道 | 运行中   |
| 13     | 风云三号C卫星（03星） | 2013-052A | 39260        | 2013年9月23日 11时07分17.055秒  | 太原卫星发射中心 | 长征四号丙运载火箭 （遥十二）   | 太阳同步轨道 | 停止工作 |
| 14     | 风云二号G卫星（08星） | 2014-090A | 40367        | 2014年12月31日 09时02分04.197秒 | 西昌卫星发射中心 | 长征三号甲运载火箭 （遥二十四） | 地球静止轨道 | 运行中   |
| 15     | 风云四号A卫星（01星） | 2016-077A | 41882        | 2016年12月11日 00时11分04.063秒 | 西昌卫星发射中心 | 长征三号乙运载火箭 （遥四十二） | 地球静止轨道 | 运行中   |
| 16     | 风云三号D卫星（04星） | 2017-072A | 43010        | 2017年11月15日 02时35分         | 太原卫星发射中心 | 长征四号丙运载火箭 （遥二十一） | 太阳同步轨道 | 运行中   |
| 17     | 风云二号H卫星（09星） | 2018-050A | 43491        | 2018年6月5日 21时07分           | 西昌卫星发射中心 | 长征三号甲运载火箭 （遥二十五） | 地球静止轨道 | 运行中   |
| 18     | 风云四号B卫星（02星） | 2021-047A | 48808        | 2021年6月3日 00时17分04.273秒   | 西昌卫星发射中心 | 长征三号乙运载火箭 （遥七十二） | 地球静止轨道 | 运行中   |
| 19     | 风云三号E卫星（05星） | 2021-063A | 49008        | 2021年7月5日 07时28分           | 酒泉卫星发射中心 | 长征四号丙运载火箭 （遥四十三） | 太阳同步轨道 | 运行中   |
| 20     | 风云三号G卫星（07星） | 2023-055A | 56232        | 2023年4月16日 09时36分          | 酒泉卫星发射中心 | 长征四号乙运载火箭 （遥五十一） | 近地轨道     | 运行中   |
| 21     | 风云三号F卫星（06星） | 2023-111A | 57490        | 2023年8月3日 11时47分           | 酒泉卫星发射中心 | 长征四号丙运载火箭 （遥四十四） | 太阳同步轨道 | 运行中   |

## 外部連結
- 风云一号卫星 （页面存档备份，存于）、风云二号卫星 （页面存档备份，存于）、风云三号卫星 （页面存档备份，存于）
- 国家气象卫星中心
- 中国国家政府网：风云系列卫星专题（页面存档备份，存于）